# Greg Burke
Gregory Joseph "Greg" Burke (San Luis, 8 de noviembre de 1959) es un periodista estadounidense, exdirector de la Oficina de Prensa y exportavoz de la Santa Sede.

## Carrera profesional
Anteriormente fue corresponsal para el Fox News Channel, y para el Time Magazine, en Roma. En junio de 2012 se anunció su nombramiento como asesor de comunicaciones de la Secretaría de Estado.
Burke es reconocido por ayudar a crear la imagen pública del Papa Francisco, utilizando su experiencia en relaciones públicas.
Fue nombrado vicedirector de la Oficina de Prensa de la Santa Sede el 1 de febrero de 2016 y fue promovido a director el 11 de julio de 2016. Renunció en diciembre de 2018 junto con la vicedirectora, Paloma García Ovejero. Desde 2019 es director de comunicación del IESE Business School (Universidad de Navarra).

## Vida privada
Burke es originario de San Luis, Misuri. Se licenció Escuela de Periodismo de la Universidad de Columbia.
Es miembro numerario del Opus Dei.